# Gulfstream G550
El Gulfstream G550 es un reactor de negocios producido por la unidad Gulfstream Aerospace de General Dynamics en Savannah, Georgia, Estados Unidos. La designación de certificación es GV-SP. Se comercializó una versión con capacidad de combustible reducida como G500. Gulfstream cesó la producción del G550 en julio de 2021.

## Desarrollo

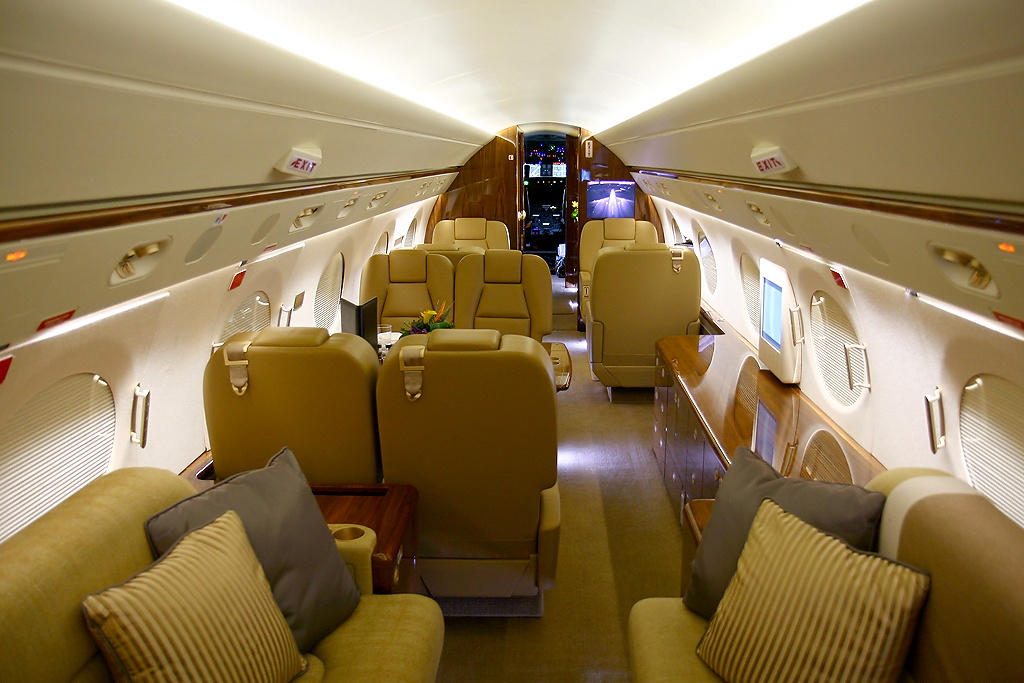
Cabina del G550.

El G550 (GV-SP) con motores mejorados recibió su certificado de tipo el 14 de agosto de 2003. En 2014, Gulfstream consideró una remotorización con un desarrollo del BR700, el Rolls-Royce Pearl, anunciado en mayo de 2018 para las nuevas variantes 5500 y 6500 del Global Express, pero prefirió desarrollar el G650 con el BR725 y 7500 nmi de alcance. El avión Gulfstream G550 número 500 fue entregado en mayo de 2015.
Las entregas pasaron de 50 aviones en 2011 a 19 en 2016, y con 40 unidades a la venta de una flota de 540. Las valoraciones del G550 han estado cayendo: un G550 de 10 años valorado anteriormente en 28 millones de dólares pasó a 18-20 millones en enero de 2017, mientras que uno de dos años pasó de 40 a 35 millones de dólares. En mayo de 2017, los G550 de principios de 2003 estaban valorados en 14 millones de dólares, en contraposición a los 45 millones de un avión comprado nuevo, volando una media de 425 horas al año. En diciembre de 2018, un G550 de 2012-2013 estaba valorado en 28-31 millones y costaba 7135 dólares por hora, volando 400 horas al año.
Al ser reemplazado por el Gulfstream G600 en octubre de 2019, el G550 fue mantenido en producción limitada para cubrir solicitudes de misiones especiales a largo plazo y encargos gubernamentales.
El último G550 disponible comercialmente fue entregado en julio de 2021, tras haber sido producidos más de 600 aviones.

## Diseño

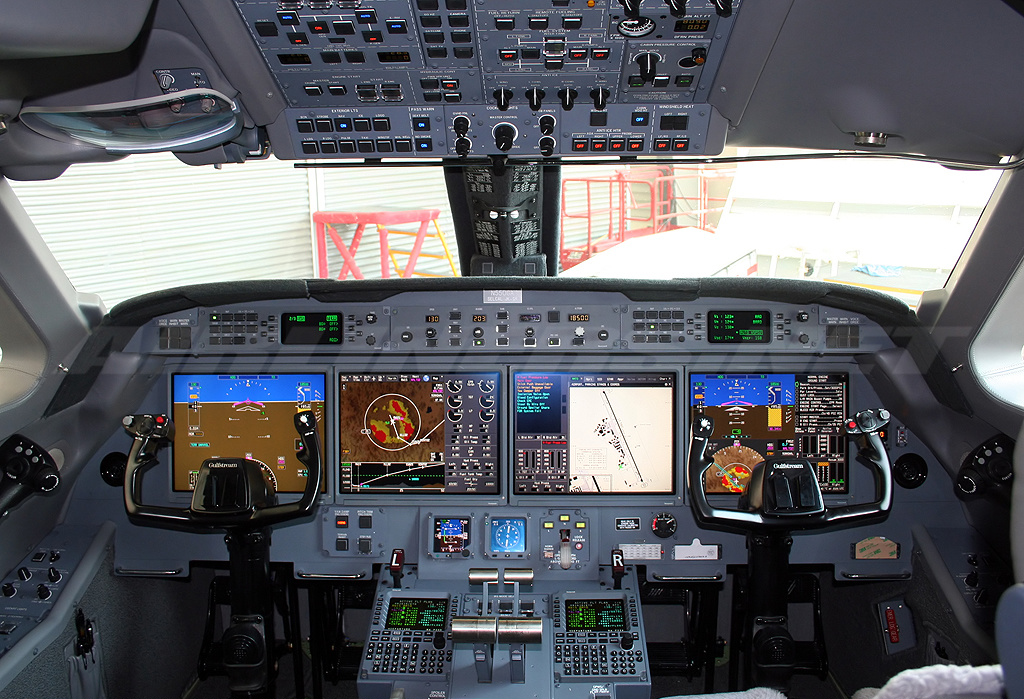
Cubierta de vuelo del G550.

Comparado con el Gulfstream V, los detalles reductores de resistencia aumentan el alcance en 460 km y también la economía de combustible. El peso máximo al despegue (MTOW) aumentó en 230 kg y las prestaciones de despegue se han mejorado. Se añadieron un séptimo par de ventanas y la puerta de acceso se adelantó 0,61 m para aumentar la longitud de cabina útil. La cabina de vuelo PlaneView presenta dispositivos apuntadores, aviónica Honeywell Primus Epic, sistema frontal de guía estándar de Rockwell Collins y sistema de visión mejorada de Elbit, mejorando la consciencia situacional en condiciones de visibilidad reducida.
La altitud de crucero de largo alcance inicial es FL 400-410; el consumo de combustible en la primera hora es de 2000-2300 kg, descendiendo en la segunda hora a los 1400-1100 kg. El presupuesto por hora de vuelo es de 700-950 dólares para las reservas de motor, 250 dólares para repuestos y 2,5 horas de mantenimiento. Compite contra el Bombardier Global 6000, que posee mayores costes directos de operación y menos alcance, pero una sección transversal más espaciosa, y el Dassault Falcon 7X con controles de vuelo fly-by-wire, mejor economía de combustible y cabina más ancha, aunque más corta.

## Variantes

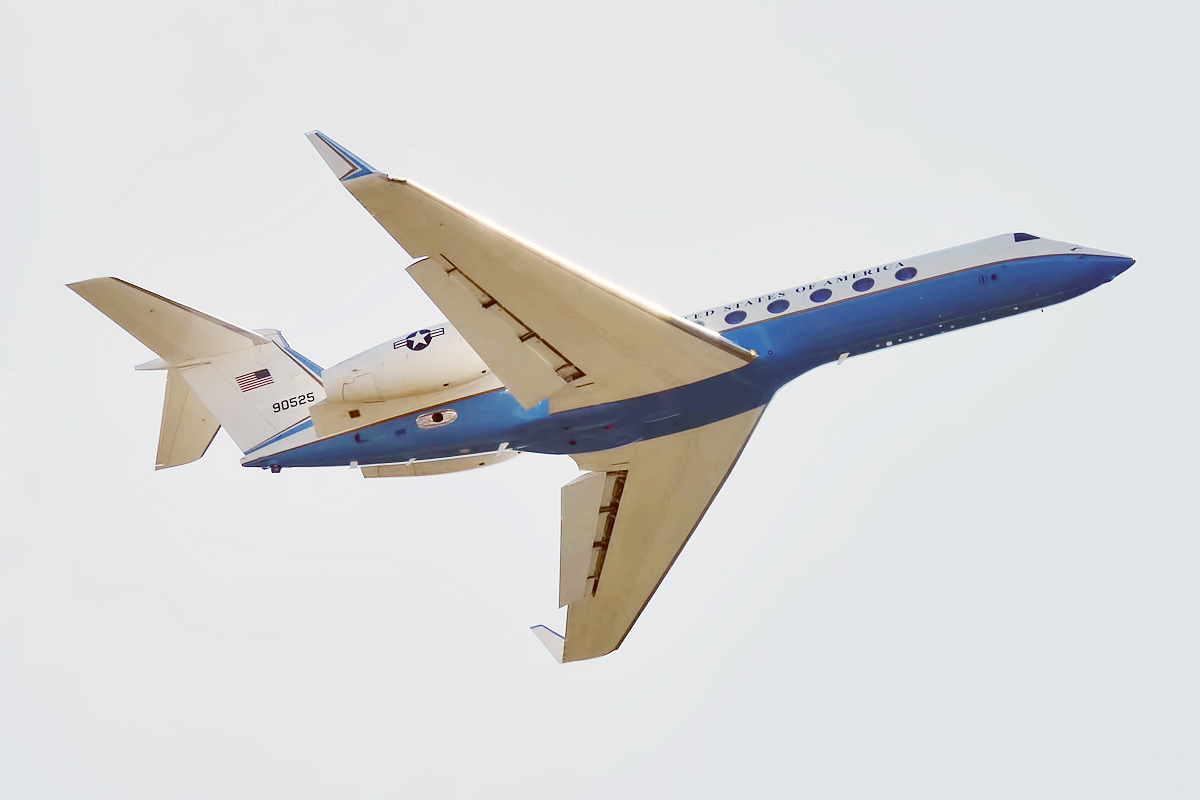
C-37B de la Fuerza Aérea de los Estados Unidos.

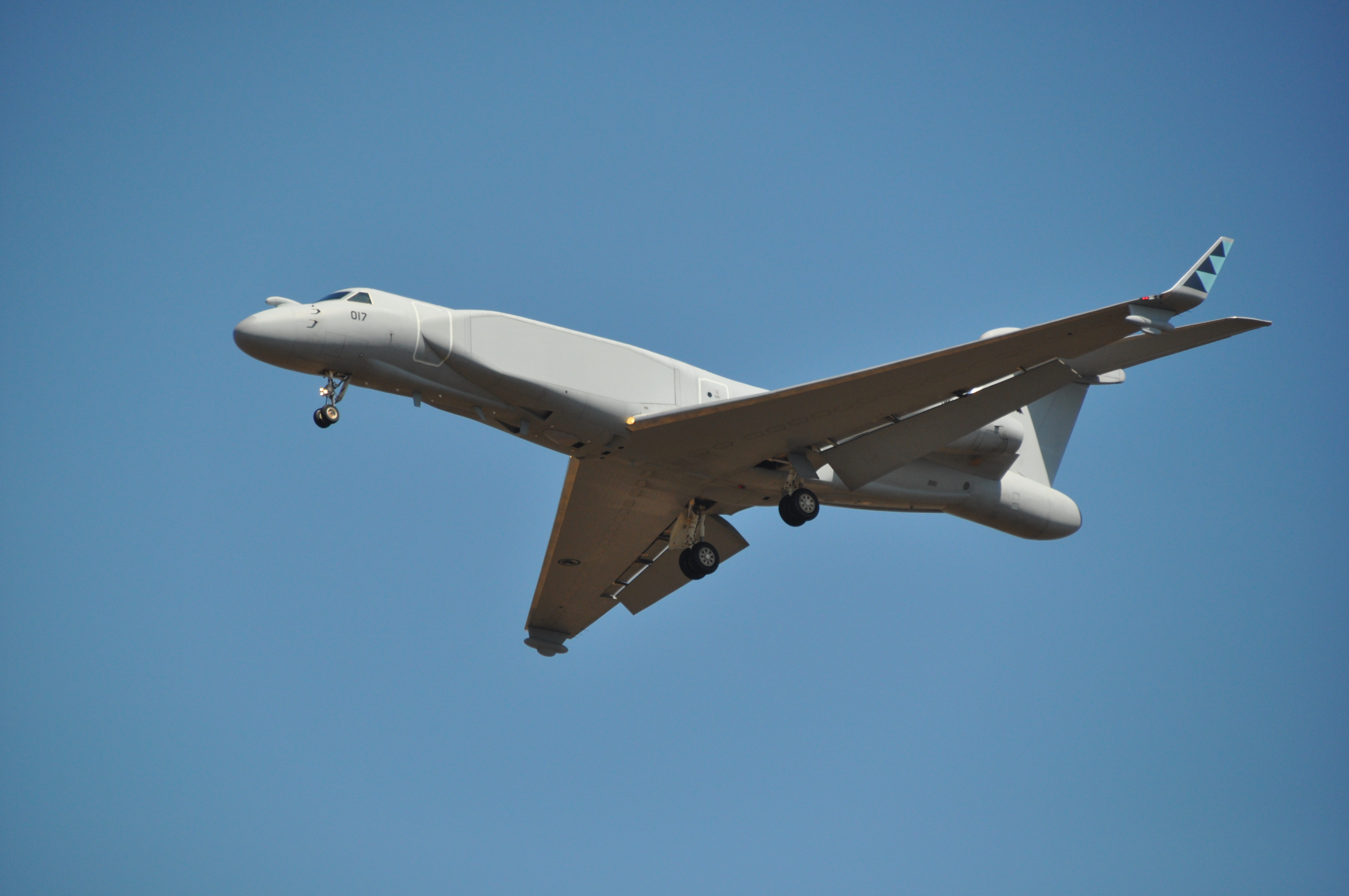
G550 de la Fuerza Aérea de la República de Singapur con el sistema de radar IAI EL/W-2085.

GV-SP
Igual que el Gulfstream V o GV con un nuevo sistema de pantallas de la cabina de vuelo, mejoras aerodinámicas del fuselaje y motor, puerta de acceso principal adelantada, también comercializado como G-550.
G500
Versión con capacidad de combustible reducida. Introducido en 2004 como versión de alcance menor de 10 700 km, posee la misma apariencia exterior, así como la cabina PlaneView, pero el Sistema de Guiado Visual (HUD) y el Sistema de Visión Mejorada (EVS) son opcionales. Su coste unitario era de 48,25 millones de dólares en 2012 (unos 57,11 millones en 2021).
G550
Nombre comercial para el GV-SP. En 2021, su precio equipado era de 54,5 millones de dólares.
C-37B
Designación de las Fuerzas Armadas estadounidenses para el G550 con una configuración de pasajeros vip.
EC-37B
Designación de las Fuerzas Armadas estadounidenses para la versión del G550 con una configuración de Guerra Electrónica que reemplazaron a los aviones EC-130H Compass Call de la USAF.
NC-37B
Designación de las Fuerzas Armadas estadounidenses para el G550 propuesto con fuselaje "Conformal AEW" para su uso como avión de telemetría de alcance para la Armada estadounidense.
MC-55A Peregrine
Designación de la Real Fuerza Aérea Australiana para una variante de obtención de inteligencia SIGINT y ELINT.
G550 CAEW
Israel ha adquirido una serie de aviones G550, equipados con el paquete de sensores IAI EL/W-2085 (un nuevo derivado del sistema Phalcon) de uso como Alerta Aérea Temprana (AEW) y bautizados como Eitam. Este avión está muy modificado para las tareas AEW por el asociado de Gulfstream, Israel Aerospace Industries (IAI), y también es llamado CAEW (Conformal Airborne Early Warning, Alerta Aérea Temprana Conformada) por el departamento de Misiones Especiales de Gulfstream. Israel también ha adquirido una serie de G550 apodados SEMA (Special Electronic Missions Aircraft, Avión de Misiones Electrónicas Especiales) con la integración de sistemas EL/I-3001, también llevada a cabo por IAI. En 2012, Italia adquirió dos G550 CAEW como parte de la compensación del encargo de 1000 millones de dólares de Israel por 30 entrenadores avanzados a reacción Alenia Aermacchi M-346. En 2022, Italia encargó dos aviones adicionales. Singapur encargó cuatro aviones G550 CAEW similares, equipados con el paquete de sensores EL/W-2085 de Gulfstream e IAI.
E-550A
Designación militar italiana para el G550 CAEW.
Variante de Reabastecimiento en Vuelo
Israel Aerospace Industries ha estudiado adaptar el G550 para su uso en el reabastecimiento en vuelo.

## Operadores

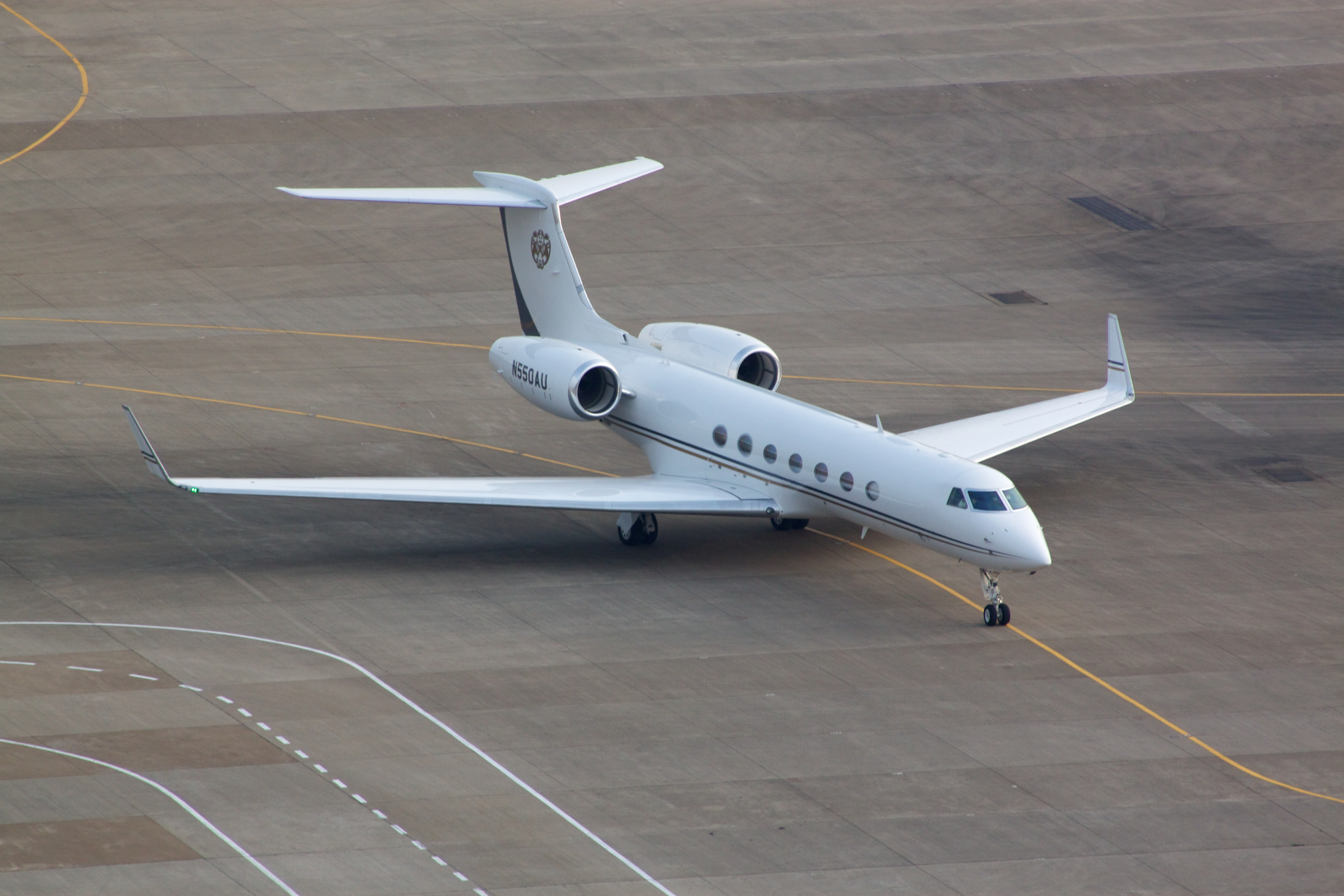
Gulfstream G550 carreteando.

Operadores gubernamentales y militares del Gulfstream G550.

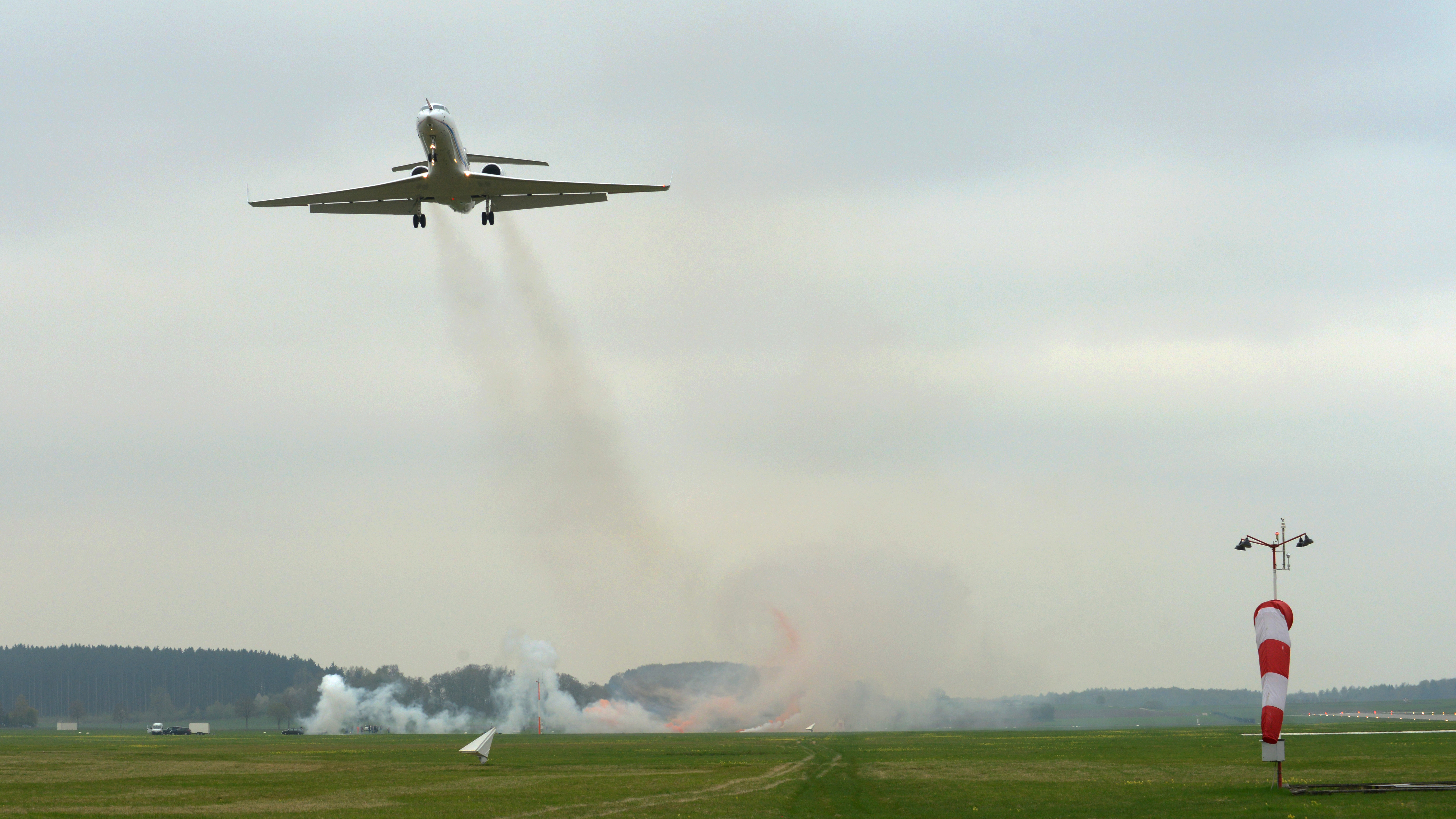
HALO vuelo sobre humo, creando vórtices de estela.

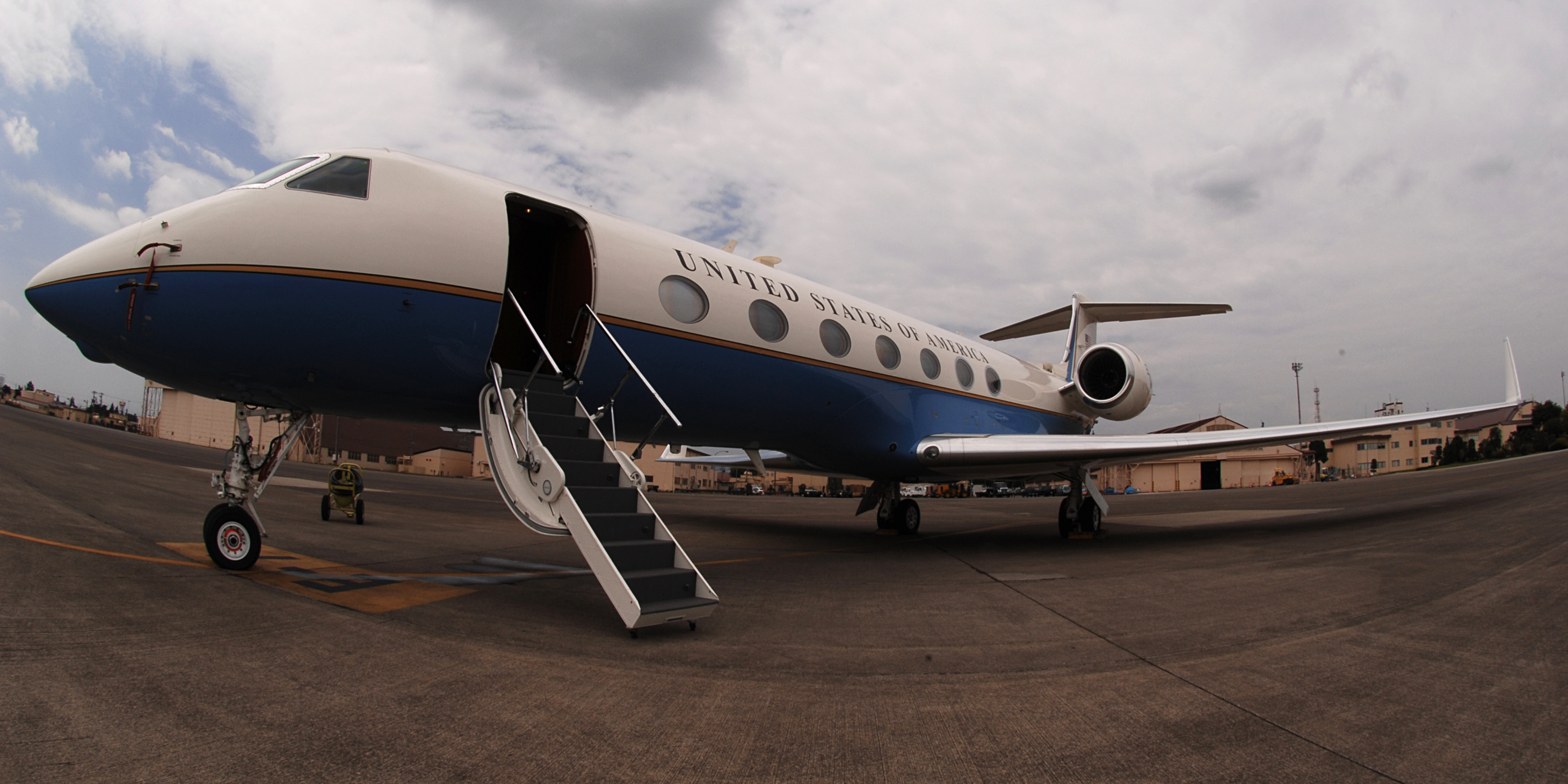
Un C-37B de la USAF en la Base Aérea de Yokota, Japón.

### Civiles
El avión es operado por particulares, compañías y chárter ejecutivos. Una serie de compañías también usa el avión como parte de programas de multipropiedad.

### Gubernamentales y militares
Alemania
- Centro Aeroespacial Alemán (DLR): un avión G550 para misiones especiales. El avión es apodado HALO (High Altitude and Long Range Research Aircraft, Avión de Gran Altitud y Largo Alcance de Investigación). El objetivo principal del avión es explorar la atmósfera y su ciclo del carbono. Su configuración única le permite una altitud de vuelo de 15 km (49 500 pies), un alcance de más de 8000 km y una capacidad de carga de 3 toneladas.[26][27]

 Argelia
- Fuerza Aérea Argelina: 3 G550.[28][29]

 Australia
- Real Fuerza Aérea Australiana: A finales de 2015, la RAAF encargó dos aviones Gulfstream G550 para ser entregados el 30 de noviembre de 2017. Los aviones serían usados para la obtención de inteligencia SIGINT y ELINT.[30] Se informó que los aviones formarían posiblemente el reemplazo en las tareas de obtención de inteligencia de los dos AP-3 Orion de la RAAF.[30][31] En junio de 2017, la venta fue aprobada y Estados Unidos confirmó que Australia estaba interesada en comprar hasta cinco células, para ser entregadas en dos lotes a principios de los años 20.[32][33] En marzo de 2019, los Ministros de Defensa e Industria para la Defensa, en una declaración conjunta, anunciaron la compra de cuatro aviones Gulfstream G550 modificados para ser usados en misiones de guerra electrónica. Los aviones, designados MC-55A Peregrine en el servicio australiano, serían modificados en los Estados Unidos y entregados en RAAF Base Edinburgh, en un contrato de 1700 millones de dólares.[34]

 Estados Unidos
- Fuerza Aérea de los Estados Unidos: un C-37B especialmente equipado, usado como transporte vip, incluyendo al Presidente estadounidense.[35]
- Armada de los Estados Unidos: tres C-37B en servicio como transportes vip.[36]
- Ejército de los Estados Unidos: un C-37B en uso desde 2005 como transporte vip.[27]
- Guardia Costera de los Estados Unidos: un C-37B en servicio como avión de Mando y Control de Largo Alcance.[37]

 Israel
- Fuerza Aérea Israelí: dos aviones Eitam CAEW (Conformal Airborne Early Warning, Alerta Aérea Temprana Conformada) y tres Shavit SEMA (Special Electronic Missions Aircraft, Avión de Misiones Electrónicas Especiales).[38]

 Italia
- Fuerza Aérea Italiana: dos G550 CAEW como parte de la compensación del encargo de 1000 millones de dólares de Israel por 30 entrenadores avanzados a reacción Alenia Aermacchi M-346.[20] Ambos aviones entregados y en servicio en enero de 2018.[39] En diciembre de 2020, Italia decidió comprar 8 G550 adicionales; los dos primeros estarían equipados para misiones AISREW (Airborne Intelligence, Surveillance, Reconnaissance, and Electronic Warfare) con una suite L3Harris y los seis restantes se entregarían como aviones "verdes" para ser equipados con sistemas de misión en fechas posteriores.[40]

 Kuwait
- Estado de Kuwait: un Gulfstream G550 en servicio[41] para transportar a la Familia Real.[42]

 Ghana
- Fuerza Aérea Ghanesa: un G550 en servicio.

 México
- Armada de México: un G550 en servicio.

 Nigeria
- Fuerza Aérea Nigeriana: un G550 en servicio.[43]

 Polonia
- Fuerza Aérea Polaca: dos G550 en uso para transporte vip.[44][45]

 Singapur
- Fuerza Aérea de la República de Singapur (RSAF): cuatro G550 con el radar de antenas en fase AESA IAI/ELTA EL/W-2085 para tareas CAEW de Israel Aerospace Industries (IAI).[46] Fueron entregados a finales de 2008 y se esperaba que estuvieran plenamente operativos en 2010.[47] Un G550 adicional para entrenamiento AEW iba a ser adquirido y mantenido por ST Aerospace para la RSAF.[48]

 Suecia
- Fuerza Aérea Sueca: un G550, designado TP 102D.[49] Junto con un G-IV designado TP 102A, y un G-IV SP, designado TP 102C, sirve como transporte para la familia real sueca y el primer ministro.

 Tanzania
- Agencia de Vuelo Gubernamental de Tanzania: un G550 en servicio para transporte vip.[50]

 Turquía
- Fuerzas Armadas de Turquía: dos aviones de Mando y Control G550 en uso.[51]

 Uganda
- Gobierno de Uganda: un G550 en uso para vuelos presidenciales desde febrero de 2009. Reemplazó a un Gulfstream IV-SP que había estado en servicio desde el año 2000.

## Especificaciones (G550)
Referencia datos: Web oficial de Gulfstream

### Características generales
- Tripulación: Dos
- Capacidad: 14 a 19 pasajeros
- Longitud: 29,4 m (96,5 ft)
- Envergadura: 28,5 m (93,5 ft)
- Altura: 7,9 m (25,9 ft)
- Peso vacío: 21 900 kg (48 267,6 lb)
- Peso cargado: 24 700 kg (54 438,8 lb)
- Peso máximo al despegue: 41 300 kg (91 025,2 lb)
- Planta motriz: 2× turbofán Rolls-Royce BR710.
  - Empuje normal: 68,4 kN (6979 kgf; 15 386 lbf) de empuje cada uno.

### Rendimiento
- Velocidad máxima operativa (Vno): 941 km/h (585 MPH; 508 kt)
- Velocidad crucero (Vc): 904 km/h (562 MPH; 488 kt)
- Alcance: 12 500 km (6749 nmi; 7767 mi)
- Techo de vuelo: 15 545 m (51 001 ft)

## Aeronaves relacionadas

### Desarrollos relacionados
- Gulfstream V
- Gulfstream G450
- Gulfstream G650

### Aeronaves similares
- Embraer Lineage 1000
- Bombardier Global Express
- Bombardier Global 5000
- Boeing Business Jet
- Dassault Falcon 7X
- Dassault Falcon 8X
- Airbus Executive and Private Aviation

### Secuencias de designación
- Secuencia G_ (interna de Gulfstream): ← G-IV/GIV-SP - G-V - G300/G350/G400/G450 - G500/G550 - G500/G600 - G650/G650ER - G700
- Secuencia C-_ (Aviones de Carga estadounidenses, 1962-presente): ← C-33 - C-35 - C-36 - C-37A/B - C-38 - C-40 - C-41 →